# حمید قنبری (خواننده)
حمید قنبری (زاده ۲۶ فروردین ۱۳۰۳ – درگذشته ۷ مهر ۱۳۸۶)، صداپیشه، پرده‌خوان و یکی از نخستین خوانندگان پاپ ایرانی بود.
وی فعالیت هنری خود را از سال ۱۳۳۰ با فیلم دستکش سفید آغاز کرد و از دیگر فعالیت‌های او تأسیس هنرستان هنرپیشگی، تأسیس سندیکای هنرمندان فیلم، گویندگی رادیو و بازیگری تئاتر بوده‌است او پدر شهیار قنبری ترانه‌سرا و خواننده ایرانی ساکن آمریکا می‌باشد.
وی در در ۷ مهر ۱۳۸۶ در تهران درگذشت و در قطعه هنرمندان، بهشت زهرا به خاک سپرده شد.

## فیلم‌ها

### بازیگری
- مسافران مهتاب (۱۳۶۶)
- انسان پرنده (۱۳۴۰)
- حریق خزان
- دام عشق (۱۳۴۰)
- دختر همسایه (۱۳۴۰)
- عشق و حماقت (۱۳۴۰)
- عمو نوروز (۱۳۴۰)
- بچه‌ننه (۱۳۳۹)
- ستارگان می‌درخشند (۱۳۳۹)
- عروسک پشت پرده (۱۳۳۹)
- عروس کدومه (۱۳۳۸)
- لات جوانمرد (۱۳۳۷)
- بلبل مزرعه (۱۳۳۶)
- زندگی شیرین است
- جدال با شیطان (۱۳۳۲)
- چهره آشنا (۱۳۳۲)
- یک نگاه (۱۳۳۱)
- دستکش سفید (۱۳۳۰)

### خوانندگی
- حلقه‌های ازدواج (۱۳۵۶)
- باشرف‌ها (۱۳۵۱)
- رنگین کمان (۱۳۵۰)
- هفت دختر برای هفت پسر (۱۳۴۷)
- هارون و قارون (۱۳۴۶)
- سه ناقلا در ژاپن (۱۳۴۵)
- سه تا بزن‌بهادر (۱۳۴۴)
- دختر همسایه (۱۳۴۰)

## گویندگی
از جمله نامدارترین هنرپیشگانی که حمید قنبری به جای وی صحبت کرده‌است می‌توان به جری لوئیس اشاره کرد. در میان هنرپیشگان ایرانی به‌جای منصور سپهرنیا و جواد تقدسی هنرنمایی کرد. ایشان یکی از قدیمی‌ترین دوبلورها در ایران می‌باشد. همچنین وی یکی از همکاران و دوستان مجید محسنی می‌باشد که در تعدادی از فیلم‌های مجید محسنی بازی و همکاری داشته‌است.